# Gonzalo Castellani
Gonzalo Pablo Castellani (Buenos Aires, 10 de agosto de 1987) é um futebolista argentino que atua como meio-campista. Atualmente joga no Colo-Colo.

## Títulos
Atlético Nacional
- Florida Cup: 2018